# Käringöns kyrka
Käringöns kyrka ligger på Käringön i Orusts kommun. Kyrkan tillhör sedan 2006 Morlanda församling (tidigare Käringöns församling) i Göteborgs stift.

## Kyrkobyggnaden
Den vita träkyrkan består av långhus utan utvändig markering av koret och är 22 x 9 meter och har ett 20 meter högt västtorn med åttakantig lanternin och kopparklädd spira. Sadeltaket är högrest och plåttäckt. Fasaden har stående, profilerad och vitmålad locklistpanel på en putsad sockel av gråssten. Det är en kustkyrka, som uppfördes i samband med sillperioden i slutet av 1700-talet, och togs i bruk på hösten 1796, då det fanns omkring 300 bofasta invånare på ön. Under hundra år var kyrkan rödmålad, men är numera vit. Ursprungligen fanns en ingång vid korets sydsida, men den togs bort 1952 och samtidigt byggdes en sakristia vid korets östsida.
Interiören är i stort sett intakt sedan byggnadstiden, trots senare ändringar. Läktarbröstningens 1700-talsmålningar, som föreställer apostlarna, Moses och Aron, övermålades i början på 1800-talet men togs 1905 åter fram. 

## Inventarier
- Altartavlan från 1670 är vackert skulpturerad. Den var ursprungligen ett epitafium över en kyrkoherde i Morlanda.
- Vid korets sydsida står en gråvit dopfunt som består av åttakantig fot, skaft och cuppa från 1901, gjuten i vit cement eller av något keramiskt material.
- Ett golvur från 1845
- En järnbeslagen kyrkkista från 1799.

### Orgel
Den pneumatiska orgeln från 1915 är byggd av Eskil Lundén och restaurerades 1995. Den har sju stämmor fördelade på manual och pedal.